# アトロパテネ王国

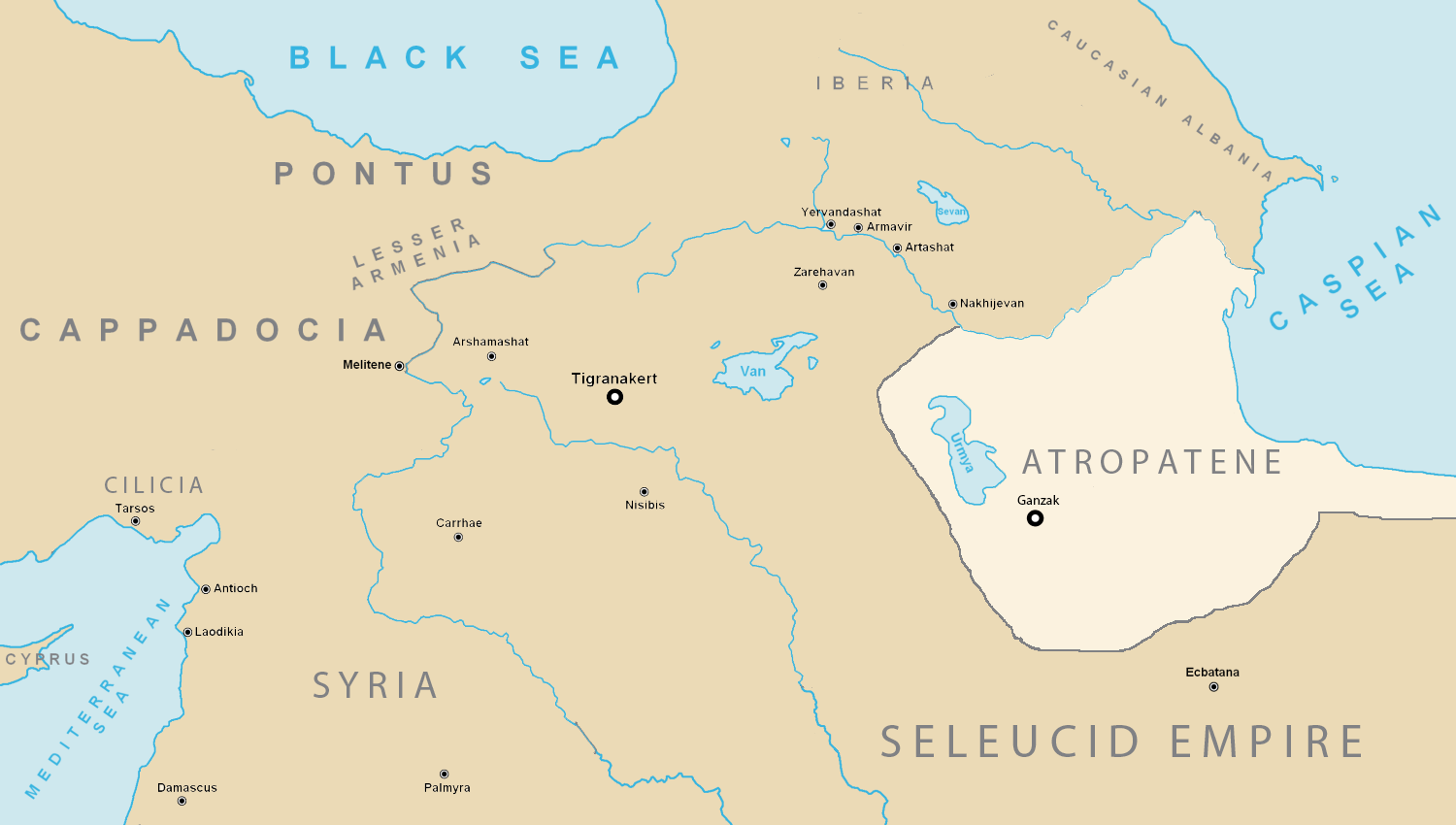
紀元前275年頃

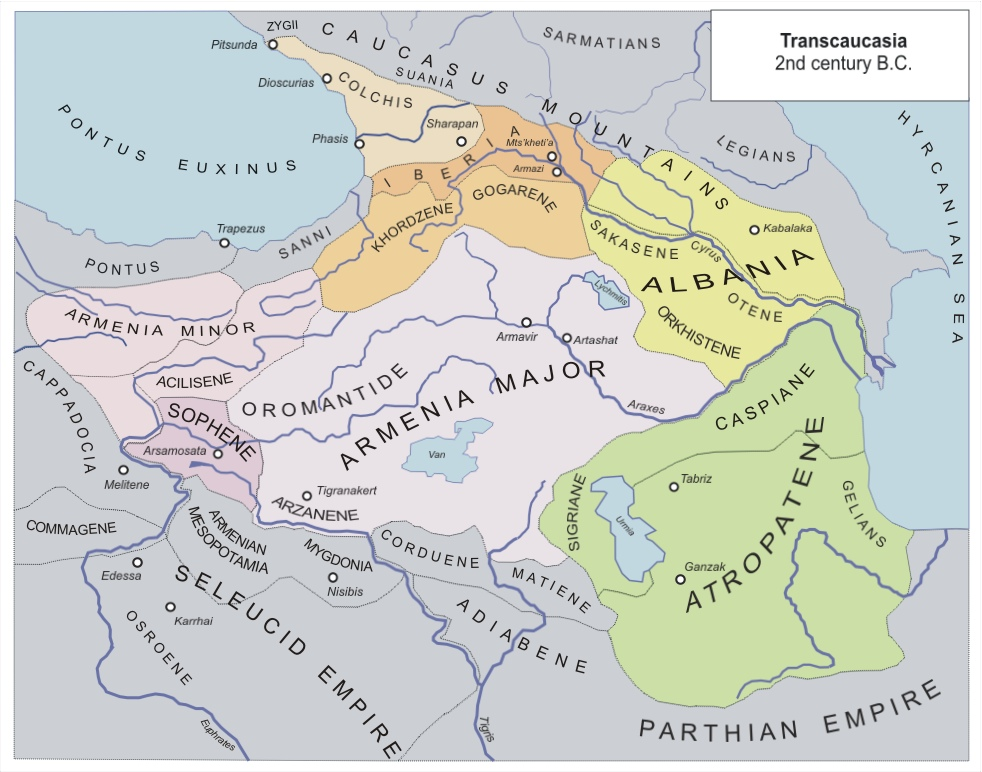
紀元前2世紀頃
アトロパテネ王国
アルメニア王国

アトロパテネ王国（Atropatene）は、旧メディアの北部地域に作られた王国。首都はガンザカ。アトロパテネの名はアレクサンドロス3世（大王）の遠征後、同地で独立勢力を築いた将軍アトロパテスに由来し、現在でもアゼルバイジャンとして名残をとどめている。その歴史は殆ど知られていないが、基本的にはパルティア支配下の半独立国であった。ローマとパルティアの間でその支配権を巡って数度にわたって激戦が繰り広げられた。
アトロパテネ王アルタバヌス2世（母親がアルサケス氏族）は、親ローマ的なパルティア王ヴォノネス1世に反対する貴族らによって王に選ばれパルティア王となっている。

## 主要な王
- アトロパテス
- アルタバズス
- アルタバザネス
- アルタヴァスデス
- ゴタルゼス1世
- ダレイオス
- ミトラダテス
- アリオバルザネス1世
- アルタシェス
- アルタヴァズデス1世
- アリオヴァルザネス2世（英語版）
- アルタヴァズデス2世
- アリオヴァスト
- アルタバヌス2世
- ヴォノネス
- パコルス
- アルタバヌス3世